# Tor (geomorfología)

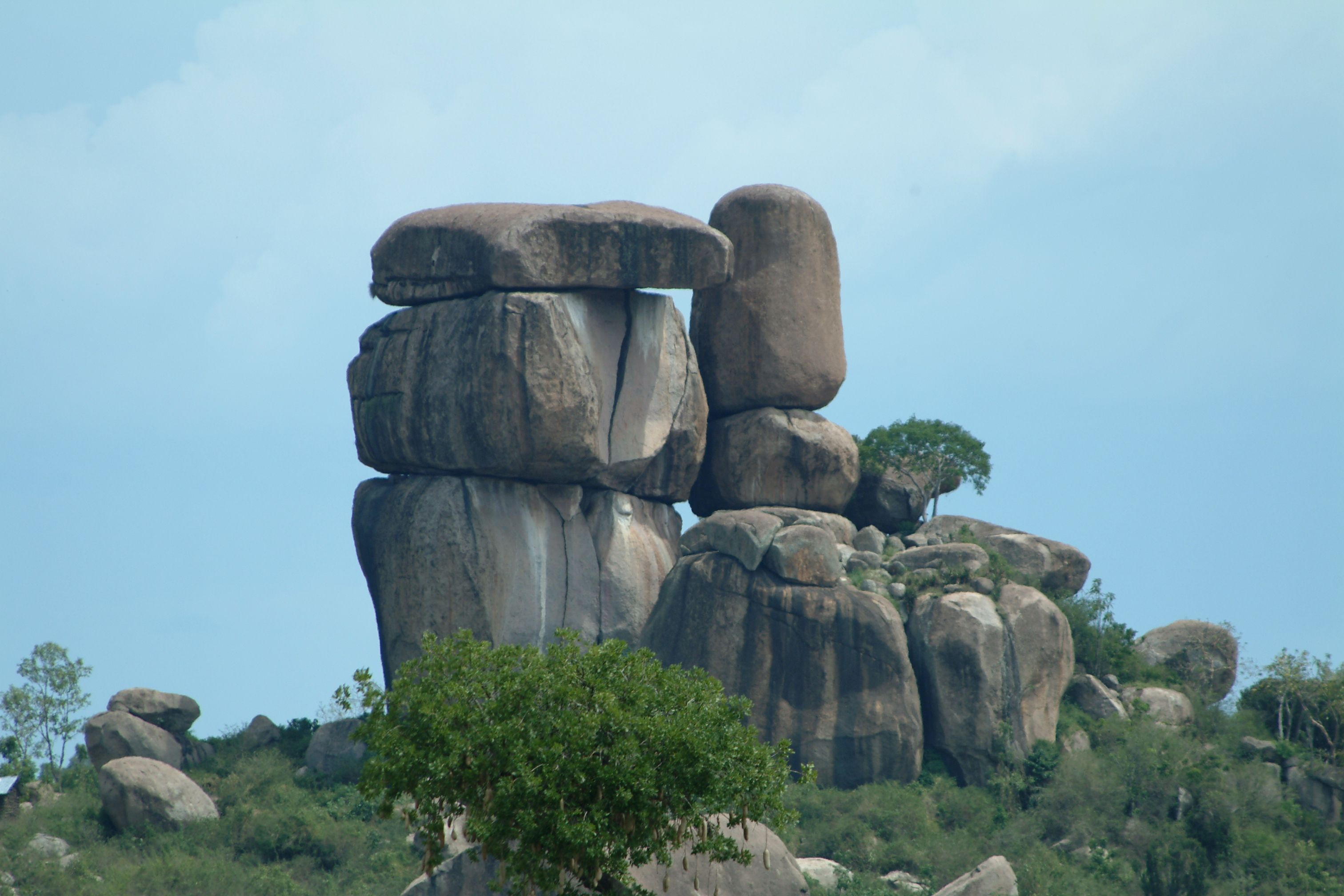
Kit Mikayi, un conocido tor cerca de Kisumu, Kenia.

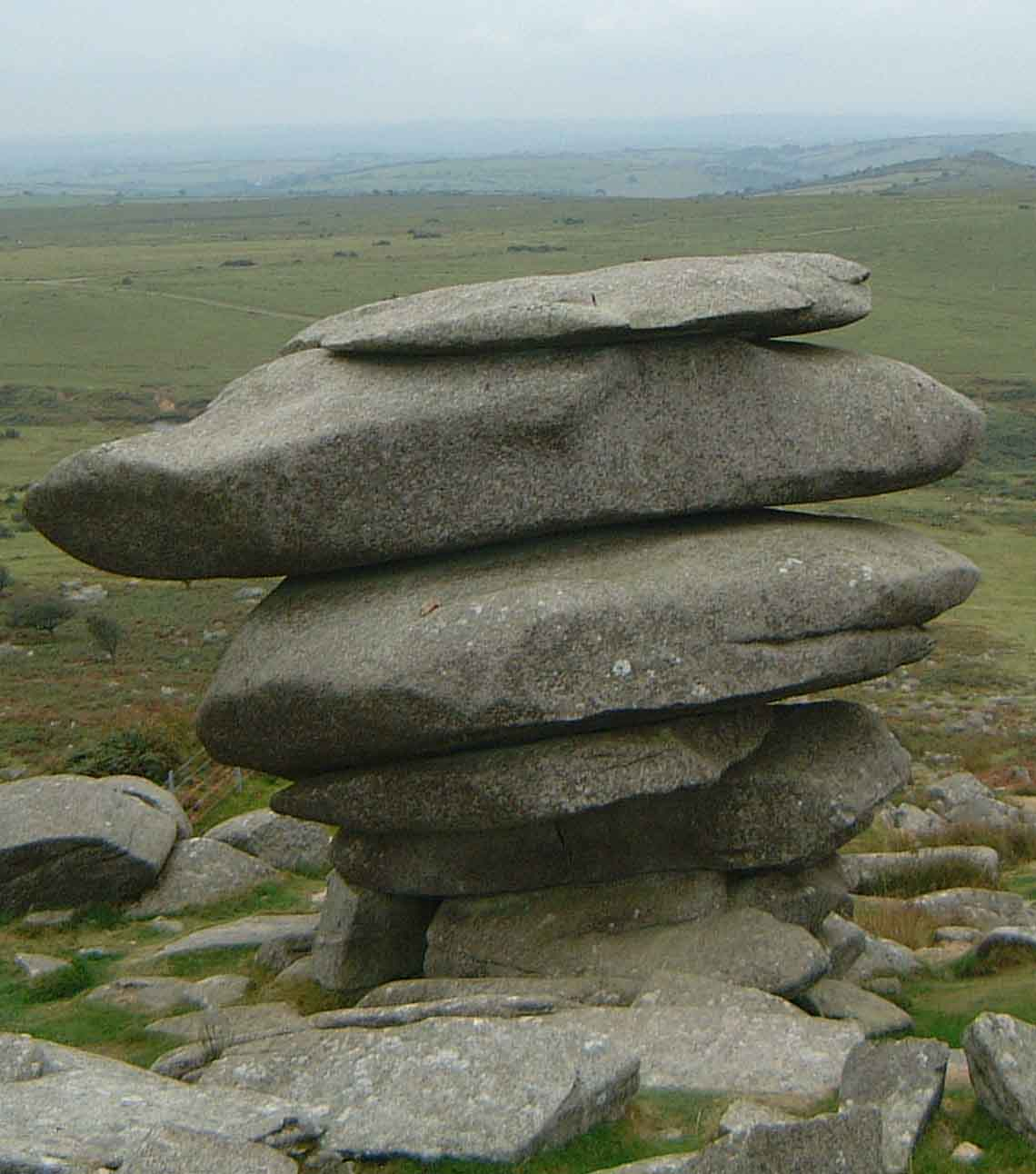
Tor.

Un tor en geomorfología es un relieve residual que se produce por afloramientos de materiales de mayor dureza como por ejemplo el granito. Cuando se produce la meteorización, estos materiales tienen mayor resistencia que los de su alrededor, de modo que no sufren desplazamiento, generalmente teniendo morfología de colinas.
Un tor aparece normalmente como un montón de losas de roca o como una serie de planchas en posición vertical, según que el sistema de diaclasado dominante sea horizontal o vertical. La meteorización actúa mejor a lo largo de los planos de diaclasa, reduciendo por tanto la masa, originalmente sólida, primero a pilas de losas y posteriormente a un montón de bloques sueltos. La mayor parte de los tor del suroeste de Inglaterra se encuentran en las masas de granito de Devon y Cornualles, aunque localmente se denominan tors a formas no graníticas. Está claro que en las masas graníticas los tors representan regiones de granito no caolinizado (procesos hidrotermales) y son residuos resultantes de denudación diferencial de materiales duros y blandos. 
El término tor se ha aplicado también a diversos tipos de masa de roca residual de formas no graníticas; algunas de estas solamente están relacionadas remotamente a los tors típicos y ha de tenerse cuidado en ampliar la utilización de este término.